# Sdrednji Vrh
Srednji Vrh (IPA: [ˈsɾeːdnji ˈʋəɾx]) è un insediamento (naselje) della municipalità di Kranjska Gora nella regione statistica dell'Alta Carniola in Slovenia.